# Komputerowa gra akcji
Komputerowa gra akcji – gatunek gier komputerowych, w których cała rozgrywka polega w głównej mierze na szybkości akcji, której gracz jest uczestnikiem oraz na refleksie gracza.

## Podgatunki
Gry akcji dzielą się na:
- first-person perspective (FPP) z perspektywy pierwszej osoby, np. serie Call of Duty, Battlefield, Medal of Honor,
- third-person perspective (TPP) z perspektywy trzeciej osoby, np. serie Uncharted, Assassin’s Creed, Grand Theft Auto.
- adventure gra w której dużą częścią fabuły jest przygoda, np. Uncharted, The Legend of Zelda, The Last of Us